# LOVE FLOWERS
「LOVE FLOWERS」（ラブフラワーズ）は、ゲーム『Sister Princess 2』の主題歌が収録された、SISTER PRINCESSの2枚目のシングル。2003年3月26日にリリースされた。発売元はランティス、販売元はキングレコード。

## 概要
PS版ゲーム『Sister Princess 2』のオープニングテーマとエンディングテーマを収録している。歌っているのは、SISTER PRINCESS、ゲーム版のユニット「SISTER PRINCESS」としては2枚目、アニメ版「Sister Princess」名義を含めると3枚目のシングルとなる。

## 収録曲
1. LOVE FLOWERS [4:19]
  - 作詞：畑亜貴 / 作・編曲：伊藤真澄
  - ゲーム『Sister Princess 2』オープニングテーマ
2. 夢のかけら [4:30]
  - 作詞：畑亜貴 / 作・編曲：伊藤真澄
  - ゲーム『Sister Princess 2』エンディングテーマ
3. LOVE FLOWERS（off vocal）
4. 夢のかけら（off vocal）

## 収録作品
- Princess Sister 2 ヴォーカル＆オリジナルサウンドトラック Angelhood（2003年5月21日発売）

### ユニットメンバー
1. 1 2  桑谷夏子、望月久代、小林由美子、堀江由衣、千葉千恵巳、柚木涼香、横手久美子、神崎ちろ、川澄綾子、かかずゆみ、半場友恵、水樹奈々